# Kankanwadi, Ramdurg
Kankanwadi là một làng thuộc tehsil Ramdurg, huyện Belgaum, bang Karnataka, Ấn Độ.